# Leven van Galilei
Leven van Galilei (Duits: Leben des Galileis) is een toneelstuk van de Duitse schrijver Bertolt Brecht, door hem in 1939 in ballingschap in Denemarken geschreven. Het stuk ging op 9 september 1943 in Zürich in première. De bijbehorende muziek werd geschreven door Hanns Eisler. In 1962 verscheen de Nederlandse vertaling van Gerrit Kouwenaar.
In 1945 schreef Brecht een gewijzigde versie. In de oorspronkelijke versie draait het stuk voornamelijk om de omgang met macht door de katholieke kerk jegens de astronoom en fysicus Galileo Galilei (1564-1642), die genoopt wordt zijn letterlijk revolutionaire denkbeelden over het heliocentrisch wereldbeeld te herroepen. De zaak van de kerkelijke autoriteiten tegen Galilei geldt als het meest beschreven proces uit de geschiedenis van de westerse wereld en vormde een belangrijke inspiratiebron voor Brecht, die in Galilei veel meer zag dan slechts een opstandige wetenschapper: met zijn onderzoekingen en nieuwe wereldbeeld bracht hij ook de bestaande maatschappelijke orde in gevaar, die immers mede berustte op de gezeglijkheid van het volk.
Het stuk wordt gekenmerkt door Brechts mede door het marxisme gekleurde persoonlijke visie. Zijn leerstukken waren bedoeld als toekomstig toneel voor een socialistische staat zoals hij die voor ogen had. Voorop stond het aan het denken zetten van de toeschouwer en het oproepen van een kritische en mondige houding bij het publiek.
Historische nauwgezetheid van het verhaal was voor hem daarbij van minder belang: in het laatste bedrijf van het stuk wordt in 1637 de tekst van Galilei's werk Discorsi e Dimostrazioni Matematiche, intorno a due nuove scienze (ook wel kortweg de Discorsi) over de "Italiaanse grens"" gesmokkeld, met een slagboom en controleurs die de kist met meerdere boeken haastig overzien. Aldus wordt een kopie van het daartussen verborgen subversief geacht manuscript heimelijk uitgevoerd, hoewel de staat Italië destijds nog niet bestond. Galilei werd geboren te Pisa, en woonde en werkte later te Florence en Padua, was een onderdaan van de Republiek Venetië en tevens onderworpen aan het kerkelijk recht van de Rooms-Katholieke kerk. De kopie van het manuscript werd naar de Nederlanden gesmokkeld, om daar te worden uitgegeven, hoewel Nederland daarbij niet expliciet wordt vermeld. Wel maant Galilei zijn leerling en vertrouweling Andrea Sarti tot voorzichtigheid "Pas goed op als je door Duitsland komt met de waarheid onder je jas" (Duitsland bestond destijds evenmin als Italië als staat).

## Achtergrond

### Wereldbeeld
In 1609 presenteerde Galilei een beweerde verbetering van de telescoop, die in Nederland uitgevonden was door Hans Lippershey. Daarmee deed hij zelf reeds in datzelfde jaar een aantal opzienbarende astronomische waarnemingen en ontdekkingen. Hij begon te twijfelen aan de juistheid van de opvattingen van Aristoteles en de geocentrische leer van Ptolemeus en hun kritiekloze, gelovige volgelingen -in Brechts stuk "de Ouden" genoemd- en verdedigde in plaats daarvan de nieuwe leer van de 'ketterse' astronoom Copernicus.
In 1610 publiceerde Galilei zijn waarnemingen van onder meer de maan en de manen van Jupiter in zijn Sidereus Nuncius (Sterrenbode). 
Vanaf 1612 ontstond er verzet tegen zijn werk, dat strijdig was met de opvattingen van de kerk. In oktober 1632 werd Galilei opgeroepen om te verschijnen voor de kerkelijke rechtbank om zich te verantwoorden.
Galilei's (tweede) boek over het nieuwe wereldbeeld, (de) Discorsi, werd in 1632 voor het eerst in het Italiaans gepubliceerd in Florence, nog met toestemming van de Inquisitie. In 1633 werd Galileo echter veroordeeld wegens 'ernstige verdenking van ketterij' op basis van de inhoud van dit boek. Vervolgens werd het boek verboden. Brecht toont in het toneelstuk hoe het in het buitenland zou belanden, waar het alsnog ongestraft kon worden uitgegeven.
(Bonaventura en Abraham Elzevier te Leiden publiceerden een vroege Latijnse editie onder de titel Systema Cosmicum. Ze lieten het te Straatsburg drukken door David Hautt).
In het stuk wordt herhaaldelijk verwezen naar Bruno, ook wel kortweg "de verbrande", die slechts enkele jaren eerder (in 1600) door de Inquisitie tot de brandstapel was veroordeeld wegens het opperen van vergelijkbare opvattingen, die het gezag van de kerkelijke leerstellingen aantastten.
Galileo streeft voortdurend zijn doel na om zijn onderzoek en de juistheid van zijn bevindingen wereldkundig te maken. Hij houdt weinig rekening met economische of sociaal-politieke omstandigheden. In zijn wetenschappelijke ijver gelooft hij standvastig, soms naïef, in de overwinning van de rede. Wanneer het nieuws dat de wiskundige Barberini paus wordt, begint hij zijn onderzoeksresultaten in de lokale taal aan het hele volk bekend te maken. Galileo geeft de hoop en het geloof in de menselijke rede niet op. Op deze manier weet hij zijn leerling Andrea het manuscript van de Discorsi toe te spelen. Zordra hij zelf echter in gevaar komt en wordt geadviseerd te vluchten, beoordeelt hij zijn situatie verkeerd en valt hij weer in handen van de Inquisitie. Ondanks zijn nauwgezetheid en voorzichtigheid in de wetenschap beoordeelt Brechts Galilei politieke kwesties verkeerd. Een symbolische indicatie hiervan is dat Galileo in de loop van het stuk steeds blinder wordt - maar de (onzichtbare) verbindingen in de wereld veel beter herkent.

### Marxisme
De marxistisch geïnspireerde persoonlijke visie van Brecht, waarmee hij als schrijver zijn relaas over de botsing tussen de wetenschapper en de kerk inkleurt, loopt als een rode draad door het stuk. Dit is met name merkbaar met name door allerlei passages die het primaat van de economie schetsen: Galilei moet zijn schulden betalen en tracht geld te verdienen met de telescoop, die geen eigen uitvinding van hemzelf is, en keer op keer komt in het stuk ter sprake dat de huisvrouwen de melkboer moeten kunnen betalen. Die worden afgewisseld met uiteenzettingen over de maatschappelijke rol die de wetenschap behoort te hebben (die zou de mensheid moeten dienen) en ook het subversie karakter van Galilei's inzichten die een gevaar voor de bestaande maatschappelijke orde zouden opleveren.

## Verhaal

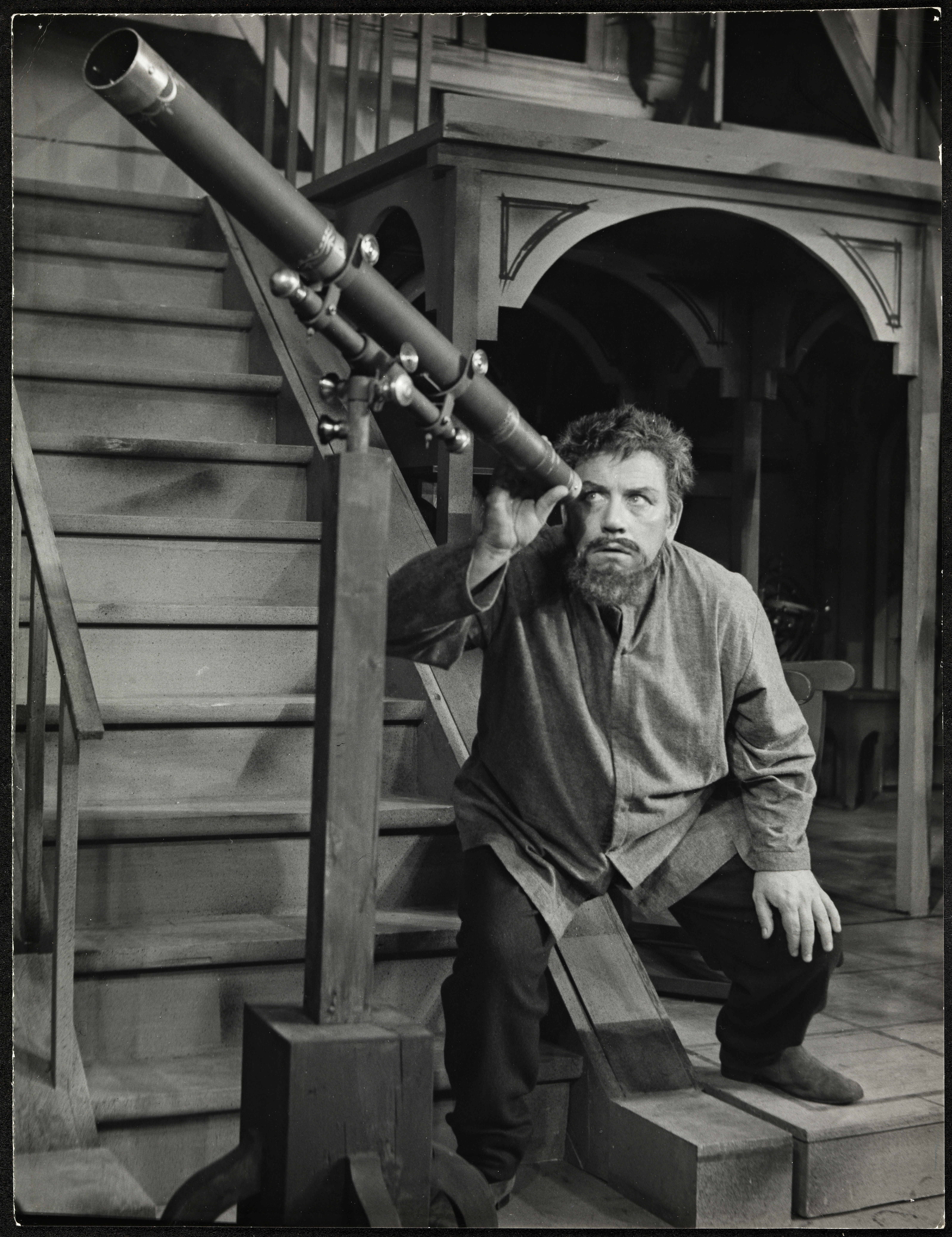
Galileo Galilei met zijn telescoop

Het stuk bestaat uit 15 bedrijven of scènes die elk worden ingeleid met een korte koorzang. Het betreft een dramatisering van de strijd in 1609-1637 tussen de vermeende waarheid als aangenomen bijgeloof en de waarheid als resultaat van wetenschappelijk onderzoek. Het is gebaseerd op historische feiten, die worden bezien vanuit Brechts persoonlijke, kritische en 20e-eeuwse visie.
De wetenschapper Galileo Galilei staat centraal, maar in feite ook de lotgevallen van het door hem geschreven boek, de omstreden Discorsi, en zijn uitleg van zijn leer, de "nieuwe wetenschap", om te beginnen aan twee leken "uit het gewone volk", namelijk zijn huishoudster Vrouw Sarti en haar leergierige zoon Andrea.

### Eerste bedrijf: de uitleg van Copernicus' en Galilei's theorie
Het eerste bedrijf (Galileo Galilei, leraar in de wiskunde, wil het nieuwe Copernicaanse wereldstelsel bewijzen) speelt zich af in 1609 in de studeerkamer van Galilei te Padua. Voor de tienjarige knaap Andrea Sarti demonstreert de op dat moment 46-jarige en armlastige wetenschapper de beweging van de aarde volgens de inzichten van Copernicus ("Kippernikus" volgens de jongen en zijn moeder), door hem gezeten op een stoel op te tillen en door de kamer te verplaatsen en ook door hem een appel te tonen, die hij ronddraait met een daarin gestoken houtsplinter. Galilei waarschuwt met klem voor het gevaar van "voorbarige gevolgtrekkingen". Hij benadrukt dat zien iets anders is dan zomaar wat kijken (in de Duitse tekst "glotzen": "Du siehst gar nichts. Du glotzt nur. Glotzen ist nicht sehen."). Andrea zal later in het stuk, dat een tijdverloop van 28 jaren bestrijkt, zijn leerling en vertrouweling worden. In dit bedrijf verschijnt ook Ludovici Marsili, die in Holland is geweest en vertelt over de nieuwe uitvinding, de telescoop die hij daar gezien heeft.

### Tweede bedrijf: de telescoop
Het tweede bedrijf (Galilei overhandigt aan de Republiek Venetië een nieuwe vinding) speelt zich af bij het Arsenaal van Venetië. Galileo Galilei overhandigt aan de Doge en andere hoogwaardigheidsbekleders van de Republiek een verbeterde versie van de in de Nederlanden gebouwde telescoop en wordt daarvoor financieel beloond door het bestuur van Padua, dat destijds deel uitmaakte van de Republiek Venetië. De uitvinding had een groot militair nut, maar Galilei dacht zelf persoonlijk meer aan de bruikbaarheid voor de wetenschap. Ook hier benadrukt Gailei wederom dat hij wantrouwig is jegens voorbarige gevolgtrekkingen.

### Derde bedrijf: observaties met de telescoop
In het derde bedrijf (10 januari 1610: door middel van de verrekijker ontdekt Galilei aan de hemel verschijnselen, die het Copernicaanse stelsel bewijzen. Door zijn vriend voor de mogelijke gevolgen van zijn onderzoekingen gewaarschuwd, legt Galilei getuigenis af van zijn geloof in het gezond verstand) verricht Galilei met zijn telescoop belangwekkende waarnemingen in het bijzijn van zijn vriend Sagredo. Ze zien onder meer bergen op de maan. Dit hemellichaam blijkt dus net zoiets als de aarde ("Het is vandaag 10 januari 1610. De mensheid schrijft in haar dagboek: hemel afgeschaft."). Hij toont hem ook de manen van de planeet Jupiter die hij kort daarvoor ontdekt heeft. Met behulp van deze verbeterde telescoop demonstreert Galilei zijn theorie dat de aarde om de zon draait, zoals ook reeds was gesteld door Copernicus, en weerlegt hij het idee van het oude geocentrische wereldbeeld, waarin de aarde het centrum van het universum zou zijn. Maar waar is God in dit wereldbeeld? "In ons of nergens", antwoordt Galilei zijn vriend Segredo, zoals eerder "de verbrande" (Giordano Bruno) zo vermetel was geweest te beweren, maar niets kon bewijzen, wat hij met de dood had moeten bekopen. Ga;ilei meent dat met de ontdekkingen die hij doet middels de telescoop de zaken er anders voorstaan. Hij hoopt op een aanstelling aan het hof van Florence.

### Vierde bedrijf: weerstand
In het vierde bedrijf (Galilei is van de Republiek Venetië naar het Florentijnse hof verhuisd. Zijn ontdekkingen met de verrekijker stuiten bij de Florentijnse geleerden op ongeloof) toont Brecht hoe Galilei's theorie en zijn waarnemingen die hij als bewijzen daarvoor claimt tot een conflict met de katholieke kerk, die hem verbiedt zijn leringen te verspreiden.

### Vijfde bedrijf: voortzetting
In het vijfde bedrijf (Ook door de pest niet uit het veld geslagen, zet Galilei zijn onderzoekingen voort) gaat Galilei terwijl de Italiaanse steden worden geteisterd door de pest onverstoord verder met zijn waarnemingen. Hij vertelt Andrea dat hij bij de planeet Venus schijngestalten heeft waargenomen, zoals ook de maan die heeft.

### Zesde bedrijf: 1616
In het zesde bedrijf (1616: het Collegium Romanum, wetenschappelijk instituut van het Vaticaan, erkent Galilei's ontdekkingen ) lijkt de pauselijke astronoom in Rome aanvankelijk de ontdekkingen van Galileo te bevestigen. In dit jaar publiceerde Galilei zijn Verhandeling over de getijden (eb en vloed).

### Zevende bedrijf: Index
Ondanks de aanvankelijke schijnbare instemming worden Galilei's geschriften bij het decreet van de Heilige Congregatie op de Index geplaatst,  die de Vaticaanse inquisitie sinds 1559 publiceerde (Maar de Inquisitie zet de Copernicaanse leer op de Index (5 maart 1616)).

### Achtste bedrijf: uitleg
Het achtste bedrijf (Een gesprek) is een dialoog tussen Galilei en een monnik die zich bereid toont zich de verboden leer te laten uitleggen.

### Negende bedrijf: een nieuwe paus
Pas acht jaar nadat de Copernicaanse leer in de ban was gedaan en Galilei's geschriften op de Index waren geplaatst, nam een wetenschapsvriendelijke paus de troon over en hervatte Galileo zijn onderzoek en publiceerde zijn reactie in een voor iedereen toegankelijke taal, het Italiaans, het "idioom van visvrouwen en wolhandelaren" in plaats van Latijn (Na acht jaar gezwegen te hebben, wordt Galilei door de troonsbestijging van een nieuwe paus, die zelf de wetenschap beoefent, aangemoedigd zijn onderzoekingen op het verboden terrein weer op te vatten. De zonnevlekken). Galilei doet met zijn telescoop ook zonnewaarnemingen en ontdekt daarbij de zonnevlekken: ook een bewijs dat de sterrenwereld allerminst onveranderlijk is, zoals de Ouden (zoals hij Aristoteles en Ptolemeus en hun aanhangers noemt) meenden.

### Tiende bedrijf: aanhang
In het tiende bedrijf komt Galieli zelf niet voor, maar toont Brecht hoe Galilei's opvattingen blijkens de zang van balladenzangers meer aanhang kregen en daardoor een gevaar konden gaan opleveren voor de kerkelijke machthebers, nu na de aantasting van het gezag van hun leerstellingen allerlei oude zekerheden, ook die omtrent de maatschappelijke orde, ter discussie blijken te kunnen worden gesteld (Gedurende de volgende tien jaar vindt Galilei's leer ingang bij het volk. Pamflettisten en balladenzangers verbreiden alom zijn nieuwe ideeën. Tijdens vastenavond 1632 kiezen vele Italiaanse steden de astronomie als thema voor de gildenoptochten).

### Elfde en twaalfde bedrijf: 1633: de Inquisitie
In het elfde bedrijf (De Inquisitie ontbiedt de wereldberoemde onderzoeker naar Rome) en twaalfde bedrijf (De paus) roept omverwerping van het oude wereldbeeld bij de machthebbers in kerk en politiek de bezorgdheid op dat dit mogelijk ook zou kunnen leiden tot een sociale omwenteling. Na een controverse binnen de kerk wordt Galileo gearresteerd en onder druk gezet om zijn nieuwe leer in te trekken.

### Dertiende bedrijf: 26 juni 1633: herroeping
In tegenstelling tot de verwachtingen van zijn vrienden en collega's zwicht Galilei in het dertiende bedrijf (22 juni 1633: Galileo Galilei herroept voor de Inquisitie zijn leer avn de aardbeweging), wanneer de inquisitie hem dreigt te martelen.

### Veertiende bedrijf: 1633 - 1642: huisarrest
Vanwege zijn waarneming van de zon bijna blind, trok Galileo zich de volgende jaren terug in een landhuis, dat hij niet mocht verlaten en dat streng werd bewaakt door de kerk (veertiende bedrijf: 1633-1642. Galilei Galilei woont in een landhuis nabij Florence, tot aan zijn dood gevangene van de Inquisitie, De Discorsi.) Tijdens een bezoek van zijn oud-leerling Andrea Sarti haalt Galileo hem over een kopie van zijn verboden geschrift, de Discorsi, het land uit te smokkelen. Andrea vermoedt dat Galileo zijn oude studies wilde hervatten. Maar Galileo moet hem teleurstellen: hij beschuldigt zichzelf ervan de wetenschap te hebben verraden, omdat hij uit vrees zijn eigen leer heeft tegengesproken en ingetrokken.

### Vijftiende bedrijf: 1637: deDiscorsiwordt naar het buitenland gesmokkeld

Kaart van de Italiaande (stad-)staten in de 16de-17de eeuw

Het laatste bedrijf (1637: Galilei's boek 'Discorsi' overschrijft de Italiaanse grens) is in feite een soort epiloog, waarin Galilei zelf niet voorkomt. Het gaat om het door hem over het nieuwe wereldbeeld geschreven boek. Zijn leerling en vertrouweling Andrea Sarti, de zoon van Galilei's huishoudster aan wie hij in het eerste bedrijf zijn inzichten uiteenzette, smokkelt in een kist met 34 boeken in een koets een onopvallend exemplaar van het manuscript van de Discorsi, onder de neus van argeloze grenswachten over "de Italiaanse grens" naar het buitenland (een anachronisme in de tekst: de staat Italië bestond destijds nog niet: het Verfremdungseffekt dat Brecht geregeld toepaste).

## Gewijzigde versie
In 1945 schreef Brecht tijdens zijn verblijf in de Verenigde Staten een gewijzigde Engelstalige versie met acteur Charles Laughton. In deze gewijzigde versie legt Brecht meer de nadruk op de verantwoordelijkheid van de wetenschap door het voorlaatste beeld van het stuk te veranderen tegen de achtergrond van de atoombommen op Hiroshima en Nagasaki en de waarde en het nut van kennis aan de orde te stellen. Deze Engelse versie werd in 1947 voor het eerst opgevoerd.

## Nederlandse vertaling en opvoering
- Leven van Galilei, Gerrit Kouwenaar, Literaire pocket nr. 94, uitg. De Bezige Bij, Amsterdam, 1962, 1963 en 1964.

Kouwenaar vertaalde eerder ook van Brecht de stukken De Kaukasische Krijtkring en De weerstaanbare opkomst van Arturo Ui. Deze vertalingen verschenen bij dezelfde uitgeverij
Deze vertaling werd opgevoerd in het seizoen 1962/1963 in de Stadsschouwburg Amsterdam en ging in première op 29 september 1962.
- Kostuums: Nicolaas Wijnberg
- Decorontwerp: Nicolaas Wijnberg
- Lichtontwerp: Nicolaas Wijnberg
- Muziek: Hanns Eisler
- Muzikale leiding: Felix de Nobel
- Uitvoering muziek: Frans Vester, Piet Honingh, Marijke Smit Sibinga, Thom Bollen, Vrouwenkoor van het Nederlands Kamerkoor

### Acteurs
De Nederlandse vertaling werd opgevoerd met de volgende acteurs, onder wie enkelen in meerdere rollen, onder regie van Ton Lutz die zelf ook meespeelde:
- Han Bentz van den Berg als Galileo Galilei
- Sandy Huguenot van der Linden als de jonge Andrea Sarti in het eerste bedrijf
- Mimi Boesnach als Vrouw Sarti, de huishoudster van Galilei
- Hans Croiset als Ludovici Marsili, een rijke jongeman en de latere verloofde van Galilei's dochter Virginia
- Jan Teulings als curator Priuli
- Joan Remmelts als Sagredo, vriend van Galilei
- Petra Laseur als Virginia, de dochter van Galilei
- Allard van der Scheer als Federzoni
- Gerard Schild als de Doge van Venetië en als de astronoom Christoffer Clavius van het Collegium Romanum
- Karel Lichtveld als groothertog Cosmo van Florence
- Pierre Myin als de hofmaarschalk en als een boer
- Jacques Commandeur als de theoloog en als monnik-bewaker
- Hans Boswinkel als de wiskundige en als Gaffone, rector van de universiteit
- Ton Kuyl als de filosoof en als geleerde
- Wim van den Heuvel als astronoom en als Philippo Mucius
- Dick Swidde als Kardinaal Bellarmin
- Ton Lutz als de Kardinaal-Inquisiteur (tevens regisseur)
- Ramses Shaffy als de oudere Andrea Sarti in de latere bedrijven, inmidels een toegewijd leerling en vertrouweling van Galilei
- Johan Fiolet als kardinaal Barberini / paus Urbanus VIII

Bijrollen:
- Willy Ruys als raadsheer en prelaat
- Wilbert Bank als raadsheer en klerk en anderen als raadsheren
- Sophie Köhler-van Dijk als hofdame en als vrouw van de balladezanger
- Thérèse Steinmetz als hofdame en als gast op het bal
- Herman van Elteren als monnik en als klerk
- Philippe la Chapelle als kardinaal
- Henk Rigters als monnik
- Jan Blok als portier en als de beambte Mincio
- Hetty Verhoogt als gast op het bal
- Paul Cammermans als balladenzanger (tenor, bariton, bas)
- Eva Baas als kind van de balladenzanger